# Национални парк Фонг Ња-Ке Банг
Национални парк Фонг Ња-Ке Банг је национални парк у покрајини Куангбин у Вијетнаму, 450 km јужно од Ханоја, а 44 km северно од Аеродрома Донгхој. Парк има 300 пећина укупне дужине од 70 km, као и подземне реке. Овај парк је биолошки веома разнолик. 
Парк обухвата 857,54 km². У априлу 2009, британски истраживачи открили су нову пећину овде, названу Сон Донг. Они су прогласили Сон Донг као највећу пећину на свету. Фонг Ња-Ке Банг има и велику биолошку разноликост.Године 2003. уврштен је на УНЕСКО-в Списак места Светске баштине у Азији и Аустралазији као „јединствен комплекс геоморфолошких творевина велике важности у чијем великом подручју се налази спектакуларни комплекс 65 км пећина и подземних река”.
Око 92% парка је прекривено тропском шумом, од које је 92,2% прашума. Иако је страшно страдала у Вијетнамском рату, ова шума се брзо обнавља и данас је у добром стању. Она има високи степен биљне биоразноликости многих васкуларних биљака.
У парку је забележено 568 врста кичмењака, од чега 113 врста сисара, 81 врста рептила и водоземаца, 302 врсте птица и 72 врсте риба. Од сисара ту живе угрожене врсте као што су: тигар, азијски мрки медвед, азијски слон, јелен мунтжак, азијски дивљи пас, и новопронађена ендемска врста малог говеда - саола. Парк је јако богат и приматима с 10 врста и подврста који чине 45% укупног броја врста у Вијетнаму.

## Галерија
- Панорама парка Фонг Ња-Ке Банг
- Пећина Тијен Дујонг
- Отвор пећине Фонг Ња
- Пећина Фонг Ња